# Peter Abadie Sarpy

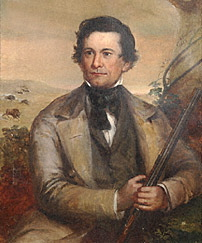
Peter Abadie Sarpy

Peter Abadie Sarpy (* 1804 in New Orleans, Louisiana; † 4. Januar 1865 in Plattsmouth, Nebraska) war ein Pelzhändler und Unternehmer, auch im Dienste der Union, der wesentlich zur Entwicklung des Staates Nebraska beitrug. Das Sarpy County im Osten Nebraskas wurde nach ihm benannt.

## Geschichte
Ursprünglich stammte Sarpy aus den Südstaaten, genauer aus New Orleans, Louisiana. Seine Familie hatte französische Wurzeln. 1823 siedelte er nach Nebraska und etablierte einige Siedlungen. Er spezialisierte sich auf den Postwarenhandel und trug seinen Teil dazu bei, die Urbanisierung der Region des Mittleren Westens voranzutreiben. Er heiratete Ni-co-mi, eine Frau aus dem Stamm der Omaha und bekam von diesem den Beinamen White Chief. Am 4. Januar 1865 verstarb er in Plattsmouth, Nebraska.